# Земляничная
Земляни́чная — железнодорожный разъезд в Навлинском районе Брянской области. Входит в состав Навлинского городского поселения.

## География
Разъезд находится в восточной части Брянской области, у железнодорожной линии Навля — Суземка, на расстоянии приблизительно 7 км (по прямой) к юго-западу от рабочего посёлка Навля, административного центра района.

### Часовой пояс
Разъезд Земляничная, как и вся Брянская область, находится в часовой зоне МСК (московское время). Смещение применяемого времени относительно UTC составляет +3:00.

## История
На карте 1941 года был обозначен как железнодорожный разъезд Святое; это название разъезду дало расположенное рядом сельцо Святое (ныне — Партизанское). Современное название носит с 1964 года.

## Население
| 2010 | 2013 |
| ---- | ---- |
| 9    | ↗17  |

### Национальный состав
Согласно результатам переписи 2002 года, в национальной структуре населения русские составляли 100 % из 13 чел.